# Phlyctenactis
Phlyctenactis is een geslacht van zeeanemonen uit de familie van de Actiniidae.

## Soorten
- Phlyctenactis morrisonii Stuckey, 1909
- Phlyctenactis tuberculosa (Quoy & Gaimard, 1833)